# Miguel Britos
Miguel Ángel Britos est un footballeur uruguayen, né le 17 juillet 1985 à Montevideo.

## Biographie
Miguel Britos commence sa carrière professionnelle de football en 2005 au club Centro Atlético Fénix. Il est ensuite transféré en 2006 au Club Atlético Juventud.
Bien qu'il soit dans les plans de la Juventud, il ne fera qu'une seule apparition en équipe première lors la saison 2006/2007. Il sera malgré cela repéré et recruté par le Montevideo Wanderers Fútbol Club en 2007. Britos marquera un but en 14 matches de championnat lors de la saison 2007/2008 avec Montevideo.
L'année 2008 sera pour lui l'une des étapes importantes de sa carrière puisqu'il traversera l'océan Atlantique, comme bon nombre des grands joueurs de football Sud-Américains pour rejoindre le club de Bologne en Italie, où il découvrira la Série A, un des plus grands championnat Européen. Le montant de son transfert sera de 4 000 000 €.
Pour sa première saison sous le maillot de Bologne en 2008, il jouera 14 matchs et marquera un but. L'année suivante, son bilan sera plus positif avec 23 matchs au compteur.
La saison 2010/2011 sera pour lui défini comme la saison sous le signe de la révélation. En effet, Miguel Britos disputera 33 matchs de Série A sur 38 et marquera 3 Buts.
Durant cette saison, il sera l'un des grands artisans du maintien de son club actuel, le FC Bologne.
Miguel Britos, au poste de défenseur central, est un véritable obstacle pour les attaquants. Il est aussi renommé pour son excellent jeu de tête.
Particulièrement utile sur les phases arrêtés, ce jeune Uruguayen est décrit par ses pairs comme un futur rempart de la sélection Uruguayenne.
L'été 2011 est ainsi décrit par les médias comme un tournant de sa carrière, où ce dernier, pour révéler son talent au plus haut niveau, notamment en Champions League, est annoncé dans les plus grands clubs Européen.
Le 12 juillet 2011, il signe avec le SSC Naples un contrat de 4 ans pour un montant de 8M d'euros.
Le 22 juillet 2015, il s'engage pour trois ans avec Watford, promu en Premier League.

## Palmarès
- SSC Naples :
  - Vainqueur de la Coupe d'Italie en 2012.
  - Vainqueur de la Supercoupe d'Italie en 2014.

### Statistiques détaillées
| Saison    | Club                       | Pays | Division | Championnat        | Coupes d’Europe | Sélection Uruguay |
| --------- | -------------------------- | ---- | -------- | ------------------ | --------------- | ----------------- |
| 2008-2009 | Bologne Football Club 1909 |      | Série A  | 14 matchs / 1 But  | -               | -                 |
| 2009-2010 | Bologne Football Club 1909 |      | Série A  | 23 matchs          | -               | -                 |
| 2010-2011 | Bologne Football Club 1909 |      | Série A  | 33 matchs / 3 Buts | -               | -                 |

Dernière mise à jour le 4 mai 2014